# Ярослав Безецни
Ярослав Безецни (чеськ. Jaroslav Bezecný, 18 лютого 1886 — 30 листопада 1962) — чехословацький футбольний тренер, відомий роботою зі збірною Чехословаччини.

## Кар'єра тренера
1924 року очолив тренерський штаб збірної Чехословаччини, яка брала участь у футбольном турнірі на тогорічних Олімпійських іграх. Очолювана ним команда завершила виступи вже на першому ж етапі змагання, в 1/8 фіналу, поступившись команді Швейцарії за результатами перегравання після нічиєї у першій грі.
Згодом повертався на тренерський місток чехословацької збірної у 1933 і протягом 1935–1937 років. Загалом за три підходи керував командою в 15 офіційних матчах.